# Al Hostak
Albert Paul "Al" Hostak, född 7 januari 1916 i Minneapolis, död 13 augusti 2006 i Kirkland i delstaten Washington, var en amerikansk proffsboxare av tjeckiskt ursprung.
Hostak som kallades The Savage Slav blev 1938 världsmästare i mellanvikt genom att slå ut den regerande mästaren Freddie Steele. Redan samma år förlorade Hostak titeln på poäng till Solly Krieger i en match där han bröt flera ben i båda händerna. Hostak återtog titeln av Krieger 1939 genom att vinna på TKO men förlorade den för gott till Tony Zale 1940. Efter sin boxningskarriär försörjde sig Hostak bland annat som säkerhetsvakt.
Hostaks slutliga matchstatistik omfattar 63 segrar (42 på KO), 9 förluster och 12 oavgjorda.